# Nerima-Kasugachō (métro de Tokyo)
Nerima-Kasugachō (練馬春日町駅, Nerima-Kasugachō-eki) est une station du métro de Tokyo sur la ligne Ōedo dans l'arrondissement de Nerima à Tokyo. Elle est exploitée par le Bureau des Transports de la Métropole de Tokyo (Toei).

## Situation sur le réseau
La station Nerima-Kasugachō est située au point kilométrique (PK) 39,3 de la ligne Ōedo.

## Histoire
La station a été inaugurée le 10 décembre 1991.

## Services aux voyageurs

### Accès et accueil
La station est ouverte tous les jours.
En moyenne, 20 892 voyageurs ont fréquenté quotidiennement la station en 2015.

### Desserte

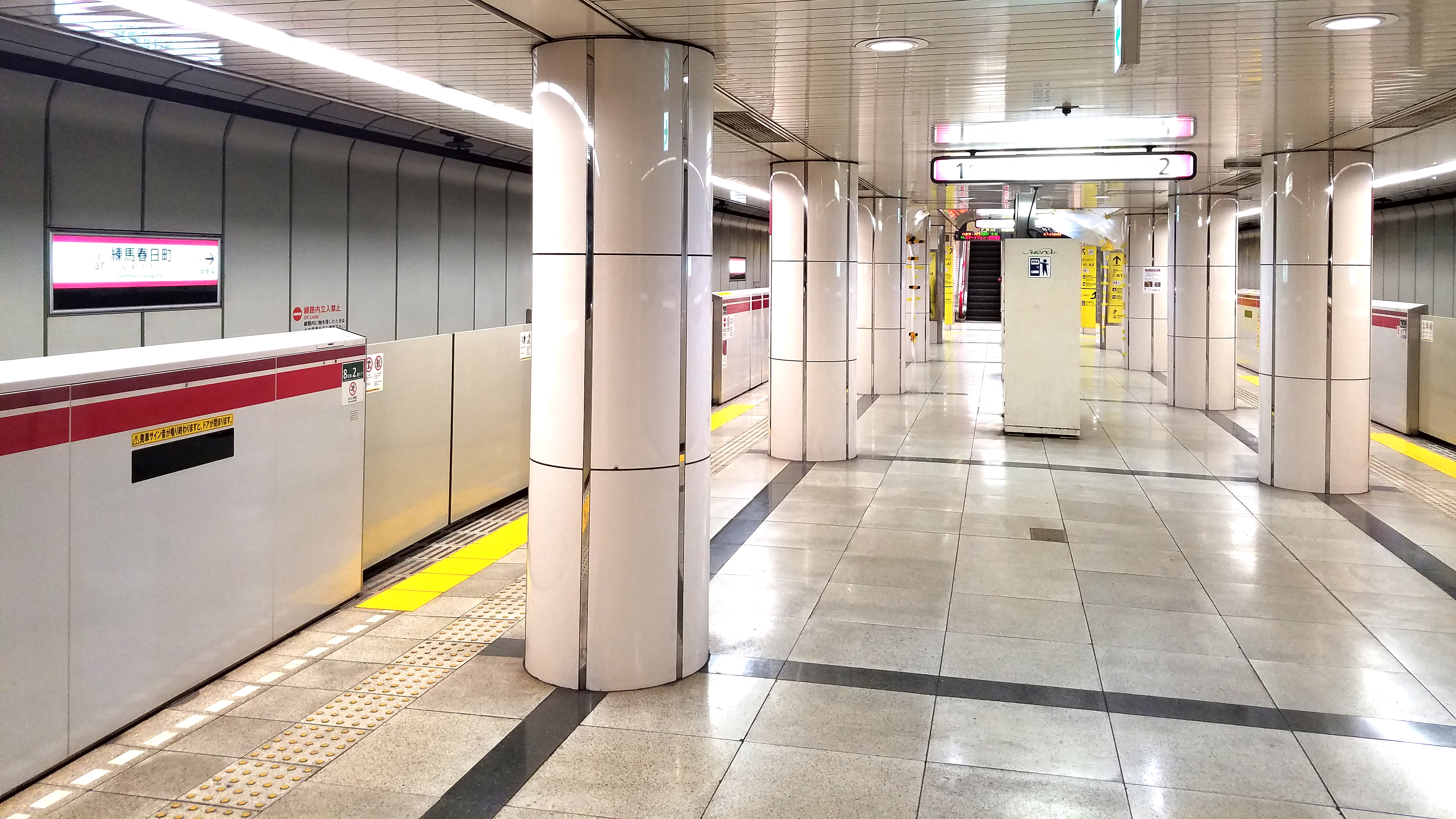
Quai de la station

Ligne Ōedo :
- voie 1 : direction Tochōmae
- voie 2 : direction Hikarigaoka